# Mastodonia
Mastodonia è un romanzo di fantascienza del 1978 di Clifford D. Simak. È una delle sue ultime opere ed è incentrata sul tema a lui caro quale la natura e i misteri legati, con l'apporto di un personaggio alieno con memorie fiabesche.

## Storia editoriale
Il romanzo, pubblicato per la prima volta nel 1978 con il titolo Mastodonia, è stato pubblicato nello stesso anno in Gran Bretagna con il titolo Catface, dal soprannome dell'alieno le cui vicende sono al centro della storia. Sempre nel 1978 è stato tradotto in italia per Mondadori, nella collana Urania.
La storia è ispirata a un precedente racconto di Simak, Project Mastodom, pubblicato nel 1955 sulla rivista Galaxy Science Fiction, i cui temi saranno anche ripresi nel racconto Over the River & Through the Woods del 1996.
L'autore, nel romanzo, tratta alcuni temi ricorrenti nelle sue opere: la vita rurale lontana dalle metropoli, il ruolo degli ultimi e degli emarginati.

## Trama
(Clifford D. Simak, Mastodonia)
Asa Steele, ex archeologo divorziato, ritorna a vivere nel suo paesino natale, Willow Bend nel Wisconsin. Da alcuni ritrovamenti, Asa si è convinto che sottoterra, in una depressione del terreno nella foresta, siano sepolti i rottami di un'astronave aliena, precipitata millenni prima. Ben presto Rila Elliot, anch'ella ex archeologa, che aveva avuto vent'anni prima una relazione con Asa, raggiunge l'uomo a Willow Bend per riallacciare con lui il rapporto interrotto. Un giorno vedono rincasare il loro cane, Bowser, ferito da una freccia con la punta di pietra, tipica del periodo preistorico del neolitico. Durante una passeggiata tra i boschi, Asa Steele, si ritrova inaspettatamente in una gelida landa desolata dell'ultima glaciazione, scorgendo in lontananza dei pericolosi mammuth; solo l'arrivo del suo fedele amico a quattro zampe può riportarlo al presente. Steele scopre l'esistenza di una creatura misteriosa dalle sembianze di un grosso gatto, soprannominato "Testadigatto", in grado di creare un tunnel temporale a proprio piacimento. Inizialmente l'unico che riesca a comunicare con Testadigatto è Hiram, un ragazzo con disabilità intellettiva che inspiegabilmente riesce a comprendere non solo l'alieno, ma anche il cane Bowser.
Spinto dall'ambizione di Rila, donna d'affari, Asa inizia una serie di peregrinazioni in epoche remote, tra paesaggi del giurassico e del quaternario, accompagnato da Ben Page, un banchiere e imprenditore locale che intuisce le potenzialità economiche della scoperta. Asa, Rila e Ben, supportati dall'avvocato della donna, Courtney McCallahan, contattano una grossa agenzia turistica specializzata in safari per organizzare battute di caccia nel passato. Anche una casa di produzione cinematografica si interessa ai viaggi, avendo visionato alcune riprese fatte da Asa nel cretaceo. Intorno alla tenuta di Asa viene costruito un alto muro, sorvegliato da guardie per proteggere l'ingresso dei tunnel dai curiosi. A gestire i rapporti con i media viene chiamato un giornalista di un quotidiano locale, amico di Asa, Herb Livingston. Viene creata una società con sede nel passato, "Mastodonia", un vero e proprio paradiso fiscale svincolato dalle leggi statunitensi. Quando un incidente costringe Hiram in ospedale, dovendo necessariamente comunicare con l'alieno, Asa prova a comunicare lui stesso con Testadigatto, senza la mediazione del ragazzo. Il tentativo riesce e tra i due si instaura un collegamento telepatico. Testadigatto racconta di essere un esploratore spazio-temporale, ingaggiato da una razza di semidei per raccogliere informazioni sulla storia dell'universo. Racconta dell'incidente che lo ha fatto naufragare sulla Terra, migliaia di anni prima e della morte dei suoi compagni di viaggio. Spiega di essere, da millenni, in attesa di recupero.
Il progetto inizia a portare ottimi guadagni fino a quando il governo statunitense non vieta i viaggi nel passato, volendo costringere la società di Asa ad accettare di aprire gratis un tunnel temporale in un periodo del passato, ove spedire gli indesiderabili e i meno abbienti. Asa, pur inizialmente restio, viene a miti consigli e accetta di far aprire da Testadigatto un tunnel nel miocene, periodo abbastanza lontano dall'avvento delle prime comunità umane sulla terra, per evitare paradossi temporali. Purtroppo Testadigatto non fa in tempo ad aprire il passaggio, essendosi improvvisamente evoluto in una nuova forma di esistenza e costretto ad abbandonare la Terra. Tutto sembra perduto sino a quando Asa non si rende conto di aver ereditato le capacità dell'alieno e di essere capace anche lui di creare tunnel nel passato. I viaggi riprenderanno; Asa e Rila costruiranno la loro casa a Mastodonia mentre gli indesiderati saranno spediti dal governo, su base volontaria, nel passato per trovare miglior fortuna e crearsi una nuova vita in un territorio vergine.

## Edizioni
- (EN) Clifford D. Simak, Mastodonia, 1ª ed., New York, Ballantine Books/Del Rey, 1978, ISBN 978-0-345-27500-4.
- Clifford D. Simak, Mastodonia, traduzione di Beata Della Frattina, Urania, n. 762, Milano, Mondadori, novembre 1978.
- (EN) Clifford D. Simak, Catface, Londra, Sidgwick & Jackson, 1978, ISBN 978-0-283-98502-7.
- (PT) Clifford D. Simak, O tempo dos mastodontes, traduzione di Eurico Fonseca, Argonauta, n. 267, Lisbona, Livros do Brasil, 1979.
- (FR) Clifford D. Simak, Mastodonia, traduzione di Iawa Tate, J'ai Lu - Science Fiction, n. 956, Parigi, J'ai Lu, maggio 1979, ISBN 978-2-277-11956-2.
- (DE) Clifford D. Simak, Mastodonia, traduzione di Klaus Boer, Knaur Science Fiction & Fantasy, n. 5748, Monaco di Baviera, Droemer Knaur, giugno 1982, ISBN 978-3-426-05748-3.
- Clifford D. Simak, Mastodonia, traduzione di Beata Della Frattina, Urania, n. 1002, Milano, Mondadori, agosto 1985.